# Yauheni Karaliok
Yauheni Karaliok, né le 9 juin 1996, est un coureur cycliste biélorusse. Il participe à des compétitions sur route et sur piste. Il est notamment double champion du monde du scratch en 2018 et en 2020.

## Biographie
En 2015, Yauheni Karaliok remporte la médaille de bronze de la poursuite par équipes aux championnats d'Europe sur piste espoirs (moins de 23 ans). Deux ans plus tard, il devient champion d'Europe du scratch espoirs. Toujours en 2017, il remporte le classement général de la Coupe du monde du scratch, après avoir terminé sixième de la manche d'Apeldoorn et remporté la manche de Los Angeles. 
Il est sacré champion du monde du scratch en 2018 à Apeldoorn et en 2020 à Berlin. Sur route, il est six fois champion de Biélorussie du contre-la-montre entre 2017 et 2024.

## Palmarès sur piste

### Jeux olympiques
- Tokyo 2020
  - 12e de l'omnium

### Championnats du monde
- Hong Kong 2017

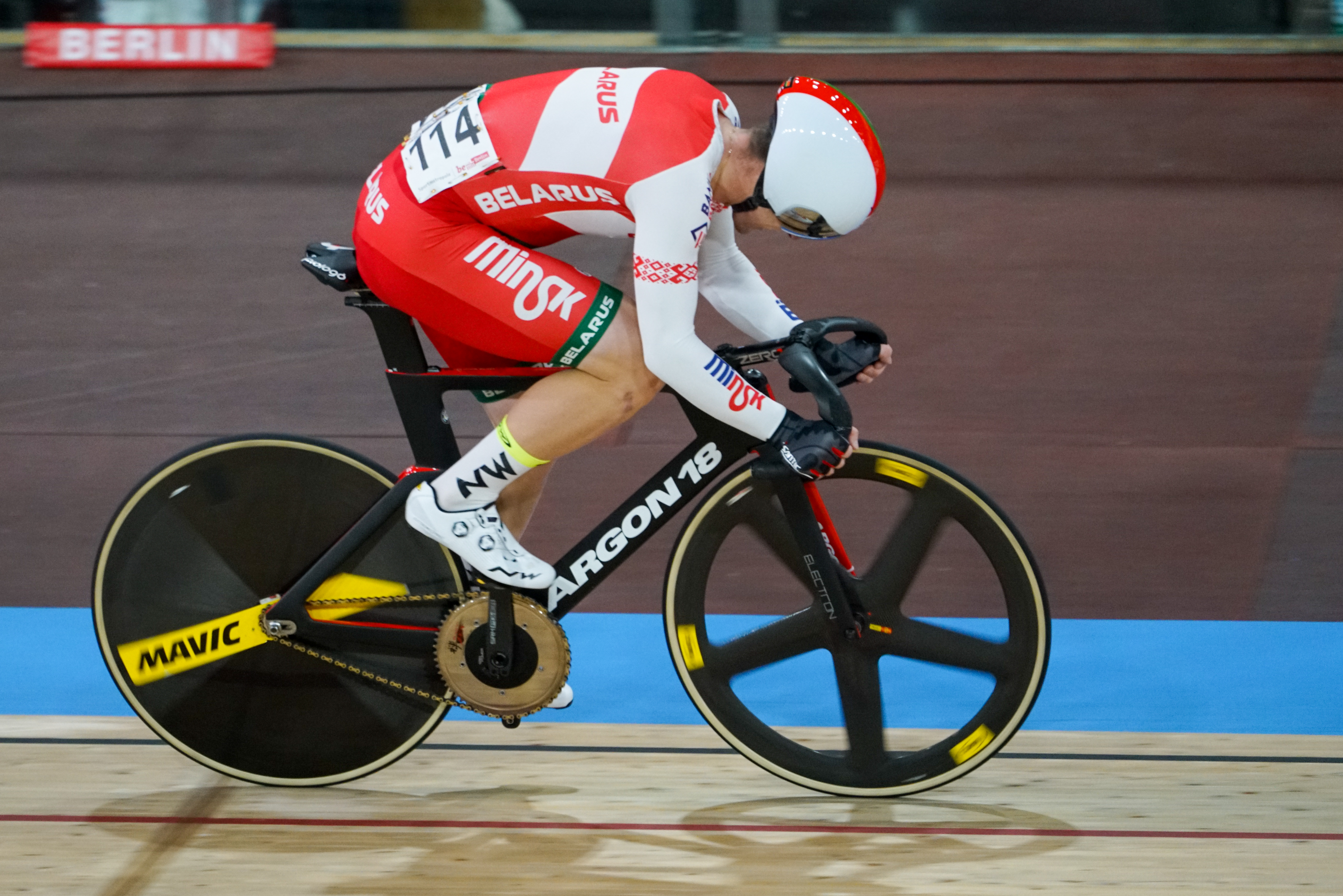
Karaliok lors du scratch des mondiaux 2020, qu'il remporte.

  - 14e de la poursuite par équipes[1]
  - 14e du scratch[2]
- Apeldoorn 2018
  -  Champion du monde du scratch
  - 14e de la poursuite par équipes[3]
- Pruszków 2019
  - 13e de la poursuite par équipe[4]
  - 13e de l'américaine
  - 21e du scratch
- Berlin 2020
  -  Champion du monde du scratch

### Coupe du monde
- 2016-2017
  - Classement général du scratch
  - 1er du scratch à Los Angeles
- 2017-2018
  - 1er du scratch à Minsk
- 2019-2020
  - 1er du scratch à Minsk

### Coupe des nations
- 2021
  - 1er du scratch à Hong Kong
  - Classement général de l'omnium
  - 1er de l'omnium à Saint-Pétersbourg
  - 2e de l'omnium à Hong Kong

### Championnats d'Europe
| Édition / Épreuve      | Poursuite par équipes | Scratch | Omnium | Élimination |
| Athènes 2015 (espoirs) | Bronze                |         |        |             |
| Anadia 2017 (espoirs)  |                       | Or      |        |             |
| Aigle 2018 (espoirs)   |                       |         |        | Bronze      |
| Plovdiv 2020           |                       |         | Argent |             |

### Jeux européens
| Édition / Épreuve | Scratch |
| Minsk 2019        | Bronze  |

### Championnats nationaux
- 2016
  -  Champion de Biélorussie de poursuite par équipes (avec Yauheni Akhramenka, Mikhail Shemetau et Hardzei Tsishchanka)
- 2018
  -  Champion de Biélorussie du scratch
  -  Champion de Biélorussie d'omnium
- 2019
  -  Champion de Biélorussie de poursuite par équipes (avec Mikhail Shemetau, Kanstantsin Bialiuski et Hardzei Tsishchanka)
  -  Champion de Biélorussie du scratch
  -  Champion de Biélorussie de course aux points
  -  Champion de Biélorussie de l'américaine (avec Mikhail Shemetau)
  -  Champion de Biélorussie d'omnium
- 2020
  -  Champion de Biélorussie de poursuite
  -  Champion de Biélorussie de course aux points
  -  Champion de Biélorussie du scratch
- 2021
  -  Champion de Biélorussie de poursuite par équipes (avec Mikhail Shemetau, Mark Grinkevich et Mikita Semashko)
  -  Champion de Biélorussie de l'américaine (avec Dzianis Machuk)
  -  Champion de Biélorussie d'omnium
  -  Champion de Biélorussie de course par élimination
- 2025
  -  Champion de Biélorussie de poursuite
  -  Champion de Biélorussie de course aux points
  -  Champion de Biélorussie du scratch
  -  Champion de Biélorussie de course par élimination

## Palmarès sur route

### Par année
- 2017
  -  Champion de Biélorussie du contre-la-montre
  - Grand Prix de Minsk
- 2018
  - 4e étape du Tour de Mersin
  - 1re étape du Tour d'Estonie
- 2019
  - Minsk Cup
  - 2e du Grand Prix Alanya
  - 3e du championnat de Biélorussie du contre-la-montre
- 2020
  -  Champion de Biélorussie du contre-la-montre
  - 2e du Grand Prix Gazipaşa
  - 3e du championnat de Biélorussie sur route
- 2021
  -  Champion de Biélorussie du contre-la-montre
- 2022
  -  Champion de Biélorussie du contre-la-montre
  - Grand Prix Justiniano Race
  - Prologue des Cinq anneaux de Moscou
  - 2e du championnat de Biélorussie sur route
- 2023
  -  Champion de Biélorussie du contre-la-montre
  - 1re étape du Grand Prix de Sotchi
  - Tour de Biélorussie :
    - Classement général
    - 1re et 3e (contre-la-montre) étapes

  - 1re, 3e et 8e étapes de la Friendship People North-Caucasus Stage Race
  - 2e du championnat de Biélorussie sur route
  - 2e du Grand Prix de Sotchi
- 2024
  -  Champion de Biélorussie du contre-la-montre
  - Tour de Biélorussie :
    - Classement général
    - 3e étape (contre-la-montre)

  - 2e, 10e et 13e étapes de la Friendship People North-Caucasus Stage Race
- 2025
  -  Champion de Biélorussie sur route
  -  Champion de Biélorussie du critérium
  - Issyk-Kul Grand Prix :
    - Classement général
    - 1re étape (contre-la-montre)

  - Cinq anneaux de Moscou
  - 1re étape du Tour de Russie

### Classements mondiaux
| Année                                 | 2017  | 2018  | 2019 | 2020 | 2021 |
| ------------------------------------- | ----- | ----- | ---- | ---- | ---- |
| Classement mondial                    | 1049e | 1486e | 793e | 270e | 586e |
| UCI Europe Tour                       | 659e  | 943e  | 580e | 221e | 471e |
|                                       |       |       |      |      |      |
| Légende : nc = non classéSource : UCI |       |       |      |      |      |